# Carnevale di Poggio Mirteto

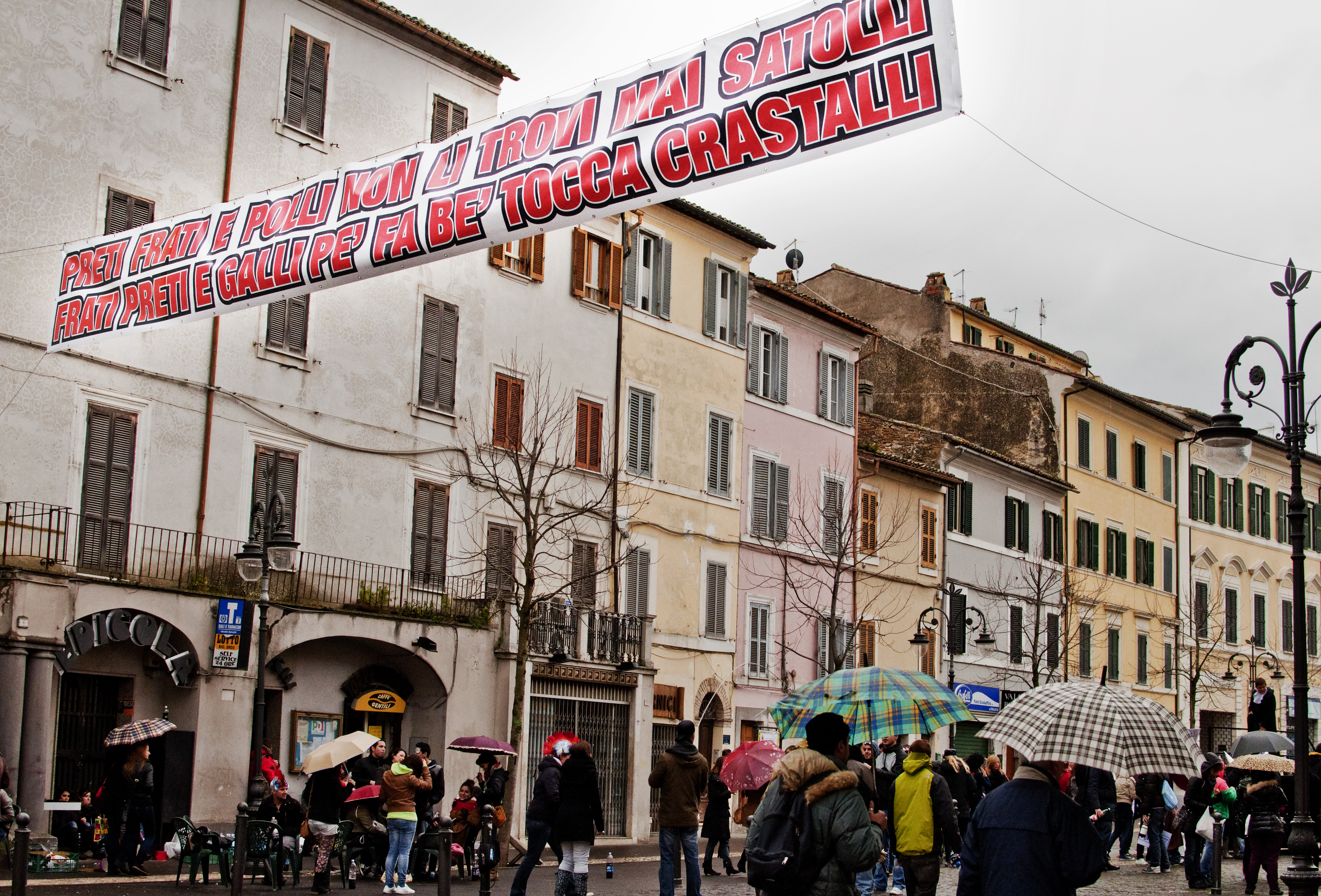
Striscione con la scritta: «Preti frati e polli non li trovi mai satolli. Frati preti e galli pe' fa be' tocca crastalli» al carnevalone del 2011

Il carnevale di Poggio Mirteto, detto anche Carnevalone Liberato, è un carnevale che si svolge in Piazza Martiri della Libertà, nel centro storico di Poggio Mirteto comune geograficamente nella Valle del Tevere nel Lazio. La festa ha luogo in tempo di quaresima e ha uno stampo nettamente anticlericale, tanto da essere stato definito un "anticarnevale".

## Storia
Il carnevale è tradizionalmente legato a fatti storici realmente accaduti nella seconda metà dell'Ottocento. 
Tale festa deriva dalla rivolta popolare del 24 febbraio 1861 la quale decretò la liberazione di Poggio Mirteto dallo Stato Pontificio. Quando la delegazione degli operai di Poggio Mirteto si recò dal marchese Gioacchino Napoleone Pepoli per chiedere l'annessione al futuro Regno d'Italia, il Commissario Generale dell'Umbria propose di premiare la cittadina facendo passare per Poggio Mirteto la tratta ferroviaria Roma-Orte. Ma la popolazione decise che invece fosse celebrata ogni anno la festività della liberazione dallo Stato Pontificio.

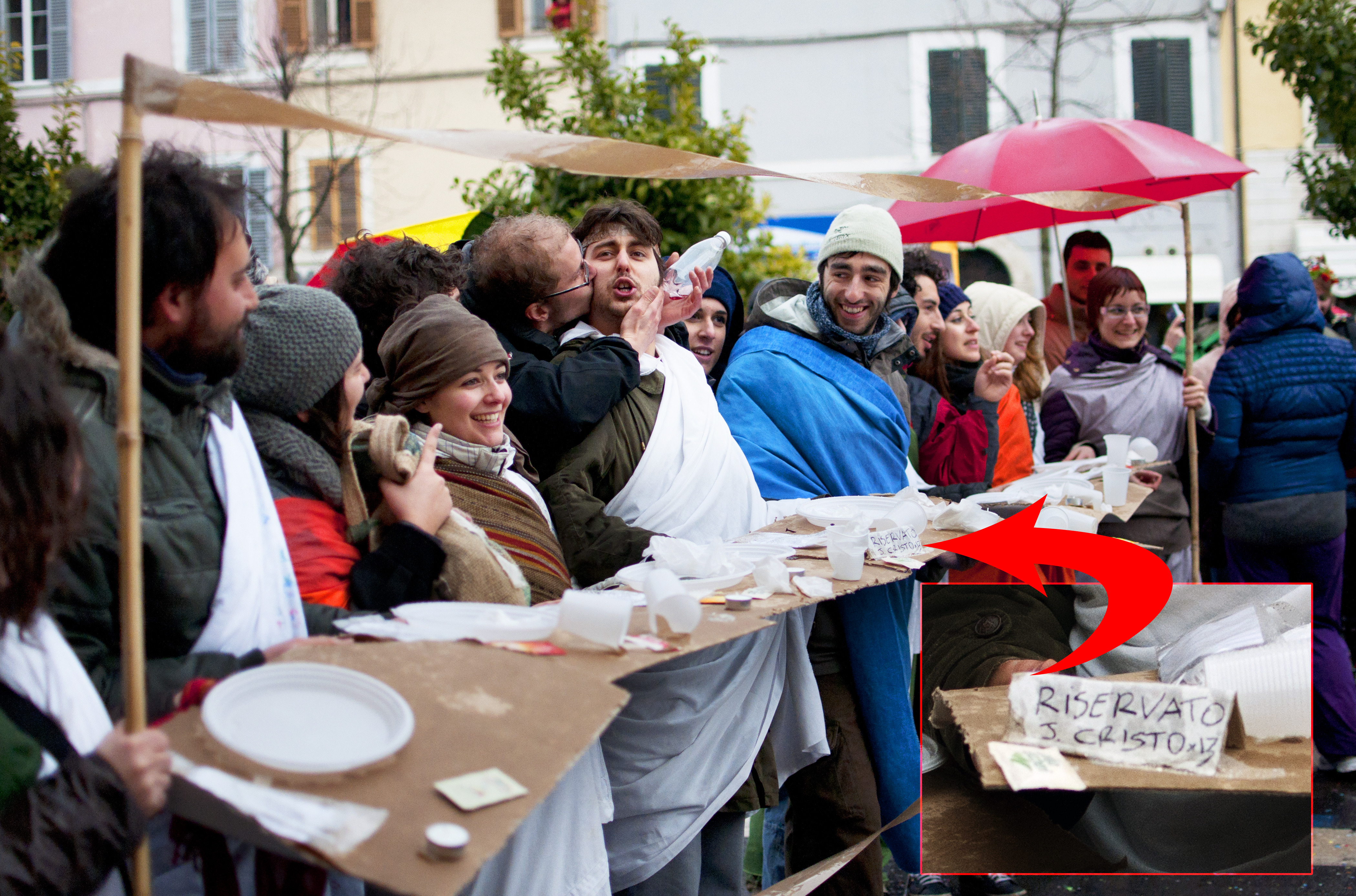
Maschere che alludono all'ultima cena

Il carnevale anticlericale si tenne fino alla firma dei Patti Lateranensi nel 1929, quando il Fascismo decise di sopprimerlo, nell'ambito della più generale politica di alleanza col Vaticano.
La festa, chiamata Carnevalone Liberato, fu ripristinata nel 1977 ed ha conservato il suo carattere prevalentemente anticlericale. Per tale motivo i banchetti sono a base di carne, alimento che durante la quaresima viene evitato o mangiato con parsimonia dai cattolici. Durante i festeggiamenti la maschera popolare più indossata è un diavolo rosso con tridente.

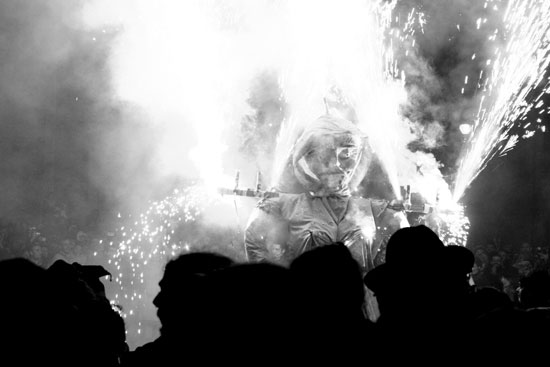
Il rogo di Sua Maestà Carnevalone

La festa nella sua complessità richiama elementi scenici che possono essere interpretati come storia del territorio. Nell'ambito delle manifestazioni ludiche, volutamente confusionarie, si possono estrapolare gli elementi fondamentali della rappresentazione: il clima carnascialesco e la baldoria condita da contenuti storico-anticlericali, gli artisti di strada e i feticci, tra cui la pantasima e il bammoccio costuriti dagli organizzatori, che viene messo al rogo in una giostra dai caratteri atropopaici profani, in cui le persone partecipanti danzano in cerchio sprigionando un'energia suggestiva. Il Bammoccio di carta pesta viene mostrato in piazza e spostato nei punti di maggior afflsso di persone che possono arrivare oltre le 10.000, per tutta la festa viene affisso un manifesto satirico che descrive le vicissitudini di vita e politico-sociali del personaggio interessato, nel 2024 è stata la volta della premier Giorgia Meloni, che gia' nel 2007 aveva preso di mira la festa con un'interrogazione parlamentare finita nel nulla, quando era vice Presidente della Camera e presidente di Azione Giovani. 
IL MANIFESTO SATIRICO DEL 2024:
Ave, nubile madre gloriosa,
fecondata senza essere sposa
dal giornalista che parla osceno,
tu che hai un cognato che sa fermare il treno
e una sorella capo del partito famigliare,
frena gli sbarchi anche asciugando il mare,
inclita madre, eccelsa statista,
elimina la plebaia comunista,
se vuoi tassare i banchieri ladroni
pero' non far incazzare i berlusconi,
riforma la giustizia e tacita il brontolio
dei giudici che intercettando i ladri vilipendiano DIO
fa che la PATRIA che fu persino antifascista,
assuma un ordinamento che la renda antiabortista,
restituisci il significato alla FAMIGLIA
e inculcalo bene spratutto a tua figlia,
santa, dolce regina del premierato,
favorisci il gaudente e affama il disperato,
donaci pace armando zelensky e arricchendo crosetto,
aiuta netanyahu a fare dei palestinesi qualche pezzetto,
veglia sul cammino dei tuoi figli ancora in purgatorio
e rendi alla nazione il dimenticato FASCIOLITTORIO,
punisci quei blasfemi del carnevalone liberato
che hanno in programma un atto scellerato,
vogliono raffigurarti come una pupazza
e il 18 febbraio bruciarti "nmezzo a piazza"»
Nel 1862 nasce anche il Carnevalone Poggiano, che si svolge l'ultima domenica di carnevale, durante il quale sfilano carri allegorici, macchine addobbate, gruppi mascherati, maschere singole e a coppie. Alla fine della sfilata si può assistere alla tradizionale processione dei “moccoletti” e alla successiva cremazione di un pupazzo denominato tradizionalmente Sua Maestà Carnevalone.